# Ashley Roberts

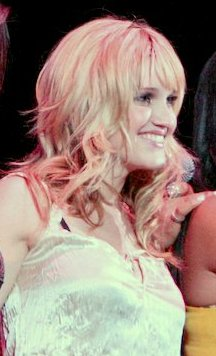
Ashley Roberts

Ashley Roberts, född 14 september 1981 i Phoenix, Arizona, USA, är en amerikansk dansare och sångerska. Hon är medlem i The Pussycat Dolls. Hon är även med i filmen Make it Happen.